# Uelsen
Uelsen község Németországban, Alsó-Szászországban, Bentheim-Grafschaft járásban. Lakosainak száma 5830 fő (2023. december 31.).

## Földrajza
Uelsen Halle, Getelo, Neuenhaus és Wilsum községekkel határos.